# Die Tigerentenbande
Die Tigerentenbande ist eine Zeichentrickserie nach Janosch (* 1931), die von 2008 bis 2011 produziert wurde. Sie hat insgesamt zwei Staffeln und 26 Episoden.

## Beschreibung
Die Serie handelt von den Abenteuern der Tigerentenbande, zu der Hannes und Laika, die Mäuse Tütü und Schischi und der Hund Bergmann gehören.

## Sendetermine
Die 26 Folgen liefen täglich um 18.00 Uhr auf KI.KA und samstags um 7.10 Uhr im Ersten. Ab 30. August 2011 war die Serie auf SWR zu sehen, es folgten weitere Wiederholungen. Auf der Plattform kindernetz.de sind die Folgen per Streaming abrufbar.